# Висоцька Тетяна Валеріївна
Висоцька Тетяна Валеріївна (нар. 29 вересня 1977, Асканія-Нова, Херсонська область) — українська телеведуча, ведуча телемарафону «Єдині новини» та інформаційно-аналітичної програми «Вікна-новини» на СТБ.

## Життєпис
З 1979 мешкала з родиною у Новотроїцькому Херсонської області. У 1987 році родина переїхала до Херсона. Там Тетяна вступила та навчалася у середній школі № 30. У 1992 році після закінчення 9-го класу вступила до Херсонського медичного училища, здобула освіту медичної сестри. Після закінчення училища у 1995 вступила до Херсонського педагогічного університету на факультет «Українська філологія». У 2001 здобула ступінь магістра.
Мати — Долина Олена Іванівна, працювала у банківській сфері, пенсіонерка. Батько — Долина Валерій Федорович, журналіст, головний редактор газети «Трудова слава» смт. Новотроїцького Херсонської області. До пенсії батько працював на керівних посадах обласного державного телебачення «Скіфія», багаторічний очільник обласної херсонської організації Національної Спілки журналістів України, Заслужений журналіст України.

### Кар'єра
Розпочала шлях у журналістиці з 1996 року. Будучи студенткою, часто приходила до батька на роботу. Перші новинні репортажі та музично-розважальні програми відбулися на Херсонській ТРК «Скіфія». У 1998 році, після закінчення навчання в «Інтерньюз-Україна», переїхала до Києва, де 6 років працювала на «Новому каналі» кореспонденткою новин «Репортер». Паралельно — 2 роки ведучою програми «Запитайте у лікаря».
З жовтня 2005 року — ведуча телеканалу СТБ. 17 жовтня відбувся перший ефір в якості ведучої «Вікна-новини».
З 2012 по 2013 рік була ведучою двох сезонів пост-шоу «Зважені і щасливі» на СТБ.
У 2016 році була спів сценаристкою художньо-документального фільму «Василь Стус. Нескорені» телеканалу СТБ, який був номінований на Національну премію «Телетріумф», а актор Ахтем Сеітаблаєв став лауреатом цієї премії за головну роль. З 2019 — ведуча соціального проєкту у форматі ток-шоу «Таємниці ДНК». З початком повномасштабної війни проєкт трансформувався у програму «ДНК.Свої». З літа 2022 — авторка спеціальної рубрики у соцмережах «Херсонські голоси»  за хештегом #ХерсонськіГолоси. Цей проєкт для земляків став медіа майданчиком для херсонців, які опинилися в окупації та під обстрілами.

## Відзнаки
- У 2000-хх була тричі номінована на Національну премію «Телетріумф» як ведуча новин.
- Лауреатка премії 2012 «ТЕЛЕзірка» у номінації «Улюблена ведуча новин і токшоу».
- У 2024 відзначена Грамотою Верховної Ради України.

## Сім'я
Чоловік — Висоцький Олексій Анатолійович, журналіст херсонського походження, випусковий редактор «Вікна-новини», з 24 лютого 2022 пішов добровольцем на захист країни, нагороджений орденом «Золотий хрест» від Головнокомандувача Валерія Залужного, воював у Гостомелі під Києвом та на Донбасі.
Діти: син Станіслав 2002 р.н., донька Таїсія 2011 р.н.